# 蘇菲亞·莉莉絲
蘇菲亞·莉莉絲（英語：Sophia Lillis，2002年2月13日—）是一名美國女演員。她知名的角色包括電影《牠》、《牠：第二章》中的貝芙莉·馬許，以及Netflix影集《這樣不OK》的Sydney Novak。她亦在2023年電影《龍與地下城：盜賊榮耀》中飾演主要角色多莉克。

## 早年生活
莉莉絲出生於美國紐約布魯克林王冠高地，父親是David Lillis，母親則是Juliana Mellevold。她有一個異卵雙胞胎兄弟，Jake Lillis；她的繼父Christopher Mellevold是一名攝影師。她曾於李·斯特拉斯堡戲劇和電影學院學習。

## 職業發展
莉莉絲在八、九歲的時候開始演戲，不過七歲時她的繼父就開始跟她合作拍攝短片了，並推薦她去上位於曼哈頓的李·斯特拉斯堡戲劇和電影學院，她參與了一些學院裡的製作。她的第一部電影短片叫作〈The Lipstick Stain〉，於2013年釋出，由Dagny Looper指導。她的第一部電影則是2016年的《37》，為2013年短片〈37〉的重製。
2016年，莉莉絲被選入新線影業電影《牠》的演員陣容，該片改編自史蒂芬·金的同名小說，飾演魯蛇俱樂部裡唯一的女生貝芙莉·馬許 。往後她接演了《神探俏佳人：隱藏的樓梯》，並在2019年的《牠：第二章》回歸演出年輕版本的貝芙莉·馬許。2018年，莉莉絲被選角為2020年上映電影《顫慄糖果屋》的主角葛麗泰，該片於愛爾蘭拍攝。2020年，莉莉絲演出亞馬遜影業電影《和法蘭克叔叔上路》，為了該片的拍攝，莉莉絲特地學習南方口音。
2017年，莉莉絲被選為飾演2018年的HBO迷你影集《利器》主角Camille Preaker的年輕版本。2019年6月，宣布莉莉絲飾演Netflix超自然青少年成長影集《這樣不OK》主角Sydney Novak，該劇改編自《去X的世界末日》原著作者的同名青少年圖像小說，播出後受到不錯的迴響，不過因COVID-19疫情影響而取消第二季續訂。
2019年10月，莉莉絲與CAA經紀公司簽約。
2021年，據報導莉莉絲將參演2023年電影《龍與地下城》，由強納森·高斯汀和約翰·戴利指導以及撰寫劇本。

## 影視作品

### 電影
| 年份 | 標題                      | 角色               | 備註           |
| ---- | ------------------------- | ------------------ | -------------- |
| 2014 | A Midsummer Night's Dream | Rude Elemental     | 舞台劇現場錄製 |
| 2016 | 37                        | Debbie Bernstein   |                |
| 2017 | 牠                        | 貝芙莉·馬許        |                |
| 2019 | 神探俏佳人：隱藏的樓梯    | 南西·德魯          |                |
| 2019 | 牠：第二章                | 年輕的 貝芙莉·馬許 |                |
| 2020 | 和法蘭克叔叔上路          | Beth Bledsoe       |                |
| 2020 | 顫慄糖果屋                | 葛麗泰（Gretel）   |                |
| 2023 | 小行星城                  | 雪莉（Shelly）     | 後期製作       |
| 2023 | 龍與地下城                | Doric              | 後期製作       |

### 電視劇
| 年份 | 名稱               | 角色                | 備註         |
| ---- | ------------------ | ------------------- | ------------ |
| 2012 | 紐約貴婦的真實生活 | 她自己              |              |
| 2018 | 利器               | 年輕的卡蜜兒·普里克 | 迷你劇集     |
| 2020 | 這樣不OK           | Sydney Novak        | 主角         |
| 2020 | Acting for a Cause | Helen               | 單集: "簡愛" |

## 外部連結
- 蘇菲亞·莉莉絲在互联网电影资料库（IMDb）上的資料（英文）
- 蘇菲亞·莉莉絲的Instagram帳戶